# Susi Singer
Susi Singer, Susanne Singer, auch Selma Singer, Ehename Susi Schinnerl (* 27. Oktober 1891 als Selma Rosa Singer in Wien; † 24. Jänner 1955 in Los Angeles) war eine österreichisch-US-amerikanische Keramikerin. 

## Leben und Werk
Susi Singer studierte an der Kunstschule für Frauen und Mädchen unter Tina Blau, Michael Powolny, Adolf Böhm und Otto Friedrich. Danach wurde sie Mitarbeiterin der Wiener Werkstätte (1917–1925). Die Kunstschau Wien 1908 zeigte ihre Exponate, dann noch einmal im Jahr 1920. Im Jahr 1922 veröffentlichte die Fachzeitschrift Deutsche Kunst und Dekoration Skulpturen von Singer. 1925 erhielt sie eine Goldene Medaille bei der Pariser Kunstgewerbeausstellung (Exposition internationale des Arts Décoratifs et industriels modernes) für ihre einen Meter hohe Originalkeramik. Ebenfalls 1925 stellte sie in „Deutsche Frauenkunst“ im Künstlerhaus Wien aus. Im selben Jahr gründete sie eine eigene Keramikwerkstatt in Grünbach am Schneeberg. 1928 stellte sie auf der International exhibition of ceramics, ausgerichtet von der American Federation of Arts, AFA, in den USA an verschiedenen Orten aus, unter anderem im MoMA. Sie gewann in London 1934 und auf der Weltausstellung Brüssel 1935 Kunstpreise.
Singer war Mitglied in den Verbänden „Vereinigung Wiener Frauenkunst“ (seit 1926) und Österreichischer Werkbund; bei der „Frauenkunst“ stellte sie von 1927 bis 1933 aus, beim Werkbund 1930. In den Jahren 1920–1925 war sie korrespondierendes Mitglied, ab 1926 assoziiertes Mitglied im Hagenbund.
Aufgrund ihrer jüdischen Herkunft emigrierte sie 1938 nach dem in einem Bergwerk erfolgten Unfalltod ihres Mannes Josef Schinnerl, den sie 1924 geheiratet hatte, nach Los Angeles in den USA. Sie erhielt 1946 ein Stipendium einer Stiftung am Scripps College, danach lehrte sie dort für kurze Zeit Bildhauerei. Seit Ende der 1940er Jahre war sie auf einen Rollstuhl angewiesen, da ihr Skelett infolge Mangelernährung nach dem Ersten Weltkrieg in Teilen fehlgebildet war. Sie starb 1955 in Kalifornien.

## Bildnachweise
- Scripps Annual, repräsentativer Katalog von Werken der Mitarbeiter im Scripps; Susi Singer: Jahrgänge von 1947 bis 1952
- 6000 Years of art in clay, Los Angeles 1952 (Sammelausstellung)
- Women’s „Werk“: The Dignity of Craft. American Museum of Ceramic Art, Pomona 2005, Ausstellung, zus. mit Marguerite Wildenhain[6]

## Archivgut
- Museum für angewandte Kunst (Wien), Bibliothek, Signatur 2287
- Scripps College, Fine Arts Foundation Collection: Susi Singer, Collection of Ceramic Sculpture 1946 - 1947, Box 4, Folder 90, 1986[7]
  - Galerie am Scripps, 29 Abbildungen, 5 weitere Beschreibungen von Werken
- Österreichische Galerie Belvedere, Selma Singer-Schinnerl; danach gab es ihre letzte Ausstellung im Vorkriegs-Wien ab 7. März 1937
- Museenkoeln.de, Kunst-und-Museumsbibliothek Köln, Signaturen 1.46,285,353,415,708; 4.57.2 und K850,893